# Josef Vlk
Josef Vlk, psán též Wlk (9. září 1835 Klecany – 30. května 1910, Praha) byl český matematik a pedagog.

## Život
Josef Vlk se narodil roku 1835 učiteli Josefu Vlkovi a Kateřině Vlkové, rozené Kazatelové. Nejprve studoval na gymnáziu a poté na učitelském ústavu na Malé Straně. Pak se stal učitelem na hlavní a později i opakovací škole v Ústí nad Labem. V roce 1863 byl ustanoven cvičným učitelem na německé a roku 1868 na české vzorné škole při učitelském ústavu v Praze. Byl pak několik let okresním školním inspektorem a v letech 1880 až 1899 působil opět na učitelském ústavu v Praze. Je autorem metodických prací Prvopočátečné vyučování počtům, Vyučování počtům na základě krychlového Vlkova počítadla a První rok školní, tj. methodika vyučování jazyka v I. tř. Jeho počítací pomůcky – počítadlo knoflíkové a krychlové – byly vyznamenány na jubilejní zemské výstavě v Praze roku 1891.

### Rodinný život
Roku 1862 se v Klecanech oženil s Augustou Peissigovou (1839–1896), se kterou měl sedm dětí.